# Everton Nogueira
Everton Nogueira (12 dicembre 1959) è un ex calciatore brasiliano, di ruolo centrocampista.

## Palmarès

### Club

#### Competizioni nazionali
- Coppa dell'Imperatore: 2

F. Marinos: 1991, 1992
- Japan Soccer League Cup: 1

F. Marinos: 1990

#### Competizioni statali
- Campionato paulista: 2

San Paolo: 1981
Corinthians: 1988
- Campionato Mineiro: 2

Atletico Mineiro: 1985, 1986

#### Competizioni internazionali
- Coppa delle Coppe dell'AFC: 2

F. Marinos: 1991-1992, 1992-1993